# Lago Berliner
El lago Berliner (en alemán: Berlinersee) es un lago situado en el distrito de Pomerania Occidental-Greifswald, en el estado de Mecklemburgo-Pomerania Occidental (Alemania), a una altitud de 7.5 metros; tiene un área de 6.2 hectáreas.